# How Come (Ronnie Lane)
"How Come" is een nummer dat mede geschreven is door Ronnie Lane en Kevin Westlake. Lane nam het in 1973 op als zijn eerste single, nadat hij Faces had verlaten. Later hadden ze aanzienlijk succes als zelfstandig optredend en songwriterduo. Het bereikte de 11e plaats in het Verenigd Koninkrijk.
Gallagher speelde piano-accordeon en Lyle-mandoline op de A-kant, beiden zongen ook achtergrondzang. "Done This One Before", op de B-kant, bevatte Gallagher op Hammondorgel en Lyle op mondharmonica.
Het nummer werd later opgenomen door Oscar Houchins van de White Whale Recording-groep The Clique en uitgebracht door Monument Records in 1975.
In 1996 werd het nummer gebruikt als eerste track van the Pogues's zevende en laatste studioalbum Pogue Mahone.